# Біловодська волость (Сумський повіт)
Біловодська волость — адміністративно-територіальна одиниця Сумського повіту Харківської губернії.

Найбільші поселення волості станом на 1914 рік:
- село Біловоди — 2298 мешканців.

Старшиною волості був Борисенко Віктор Іванович, волосним писарем — Сотніченко Микола Васильович, головою волосного суду — Лазоренко Семен Денисович.